# 小行星2961
小行星2961（2961 Katsurahama）是一颗围绕太阳公转的小行星。1982年12月7日，關勉在藝西天文台发现了此天体。
該小行星日本高知縣的桂濱海濱度假村以命名。
这颗小行星的绝对星等为196.28868等。